# أولوسيجون أوباسانجو
أولوسيجون أوباسانجو (بلغة يوروبا: Oluṣẹgun Mathew Okikiọla Arẹmu Ọbasanjọ)؛ (5 مارس 1937 - )، رئيس نيجيريا من 29 مايو 1999 إلى 29 مايو 2007. وهو مسيحي، من قبائل اليوروبا.
ولد في أبيوكوتا بولاية أوغون. انضم إلى الجيش في سن الـ 21، في عام 1958. عمل كجندي سابقاً قبل أن يحكم دولته مرتين، أول مرة كحاكم عسكري بين 13 فبراير 1976 إلى 1 أكتوبر 1979، والمرة الأخرى هي منذ عام 1999 كالرئيس المنتخب. يسكن حالياً في منطقة أدو أودو أوتا.
تحتفل نيجيريا في 29 مايو من كل عام بعيد الديمقراطية في ذكرى تولي أوباسانجو للرئاسة بعد 16 عاماً من الحكم العسكري.

## روابط خارجية
- أولوسيجون أوباسانجو على موقع الموسوعة البريطانية (الإنجليزية)
- أولوسيجون أوباسانجو على موقع مونزينجر (الألمانية)
- أولوسيجون أوباسانجو على موقع إن إن دي بي (الإنجليزية)